# Mikko Sirén
Mikko Sirén (Helsinki, 31 dicembre 1975) è un batterista finlandese che suona per la band metal Apocalyptica.
Prima di entrare ufficialmente negli Apocalyptica ha suonato con diversi gruppi finlandesi di rilievo, tra cui i Megaphone, ma ha collaborato a diverse registrazioni ed ha accompagnato la band di violoncellisti in tour.